# Vietnamesische Badmintonmeisterschaft 2001
Die Vietnamesische Badmintonmeisterschaft 2001 fand vom 17. bis zum 24. Juni 2001 im Nguyễn-Tri-Phương-Stadion in Đà Nẵng statt. Es wurde Preisgeld ausgeschüttet. Der erste Preis im Herreneinzel betrug 1.000 US-Dollar, der zweite Preis 750 USD ebenso wie der erste Preis im Dameneinzel. Der zweite Preis dort betrug 500 USD. Der erste Preis im Herrendoppel betrug 500 USD, der zweite Preis 250 USD, der erste Preis im Damendoppel betrug 375 USD, der zweite Preis 250 USD, der erste Preis im gemischten Doppel betrug 375 USD und der zweite Preis 250 USD. Mehr als 100 Athleten aus 18 Vereinen waren am Start.

## Titelträger
| Disziplin    | Sieger           |
| ------------ | ---------------- |
| Herreneinzel | Nguyễn Phú Cường |
| Dameneinzel  | keine Daten      |
| Herrendoppel | keine Daten      |
| Damendoppel  | keine Daten      |
| Mixed        | keine Daten      |